# Robert Wilhelm

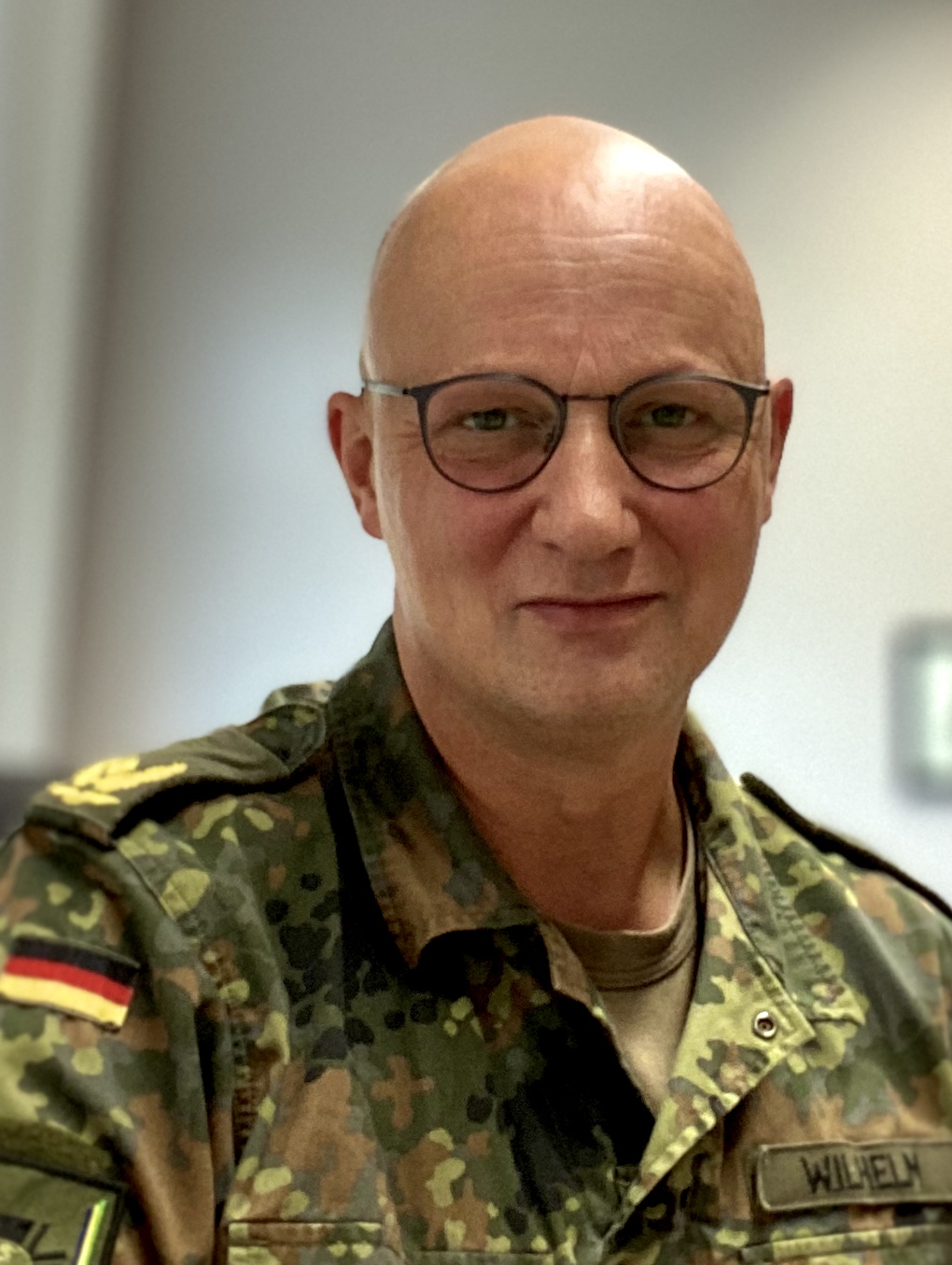
Robert Wilhelm, August 2020

Robert Wilhelm (* 10. Februar 1967 in Fulda) ist ein Brigadegeneral der Luftwaffe der Bundeswehr und ist seit April 2024 als Unterabteilungsleiter II der Abteilung Einsatzbereitschaft und Unterstützung Streitkräfte (EBU) im Bundesministerium der Verteidigung am ersten Dienstsitz in Bonn eingesetzt.

## Militärische Laufbahn

### Ausbildung und erste Verwendungen
Nach dem Abitur trat Wilhelm 1986 in die Bundeswehr in Roth ein. Nach seiner Teilnahme am 56. Offizierlehrgang der Luftwaffe absolvierte er von 1987 bis 1991 ein Studium der Elektrotechnik (Nachrichtentechnik) an der Universität der Bundeswehr München, welches er als Diplom-Ingenieur abschloss. Nach dem Studium wurde er bis 1997 als Zugführer und Kompaniechef in der Technischen Kompanie 232 der Radarführungsabteilung 23 verwendet. Von 1998 bis 2000 nahm er am 43. Generalstabslehrgang an der Führungsakademie der Bundeswehr in Hamburg teil. Im Anschluss besuchte er 2000–2001 auch den britischen Generalstabslehrgang am Joint Services Command and Staff College (JSCSC) in Shrivenham (Vereinigtes Königreich).

### Dienst als Stabsoffizier
2001 wurde Wilhelm in das Luftwaffenunterstützungskommando (dann Luftwaffenmaterialkommando) als Dezernent Einsatzlogistik Luftwaffe nach Köln versetzt. 2003 wurde er Referent im Bundesministerium der Verteidigung (BMVg) (Fü S VI 7 Grundsatz/Weiterentwicklung Streitkräftebasis) in Bonn. Im Anschluss war er ab 2005 als Sprecher im Presse- und Informationsstab des BMVg in Berlin für den Bereich Rüstung und Einsatzraum Afrika eingesetzt. 2006 wechselte er als Military Assistant des Kommandeurs an das Joint Warfare Centre in Stavanger (Norwegen).
Ab 2011 wurde Wilhelm Abteilungsleiter J4 im Kommando Operative Führung Eingreifkräfte in Ulm. Von hier aus wurde Wilhelm von Januar bis Juli 2013 als Kommandeur „German Armed Forces Technical Advisory Group (GAFTAG)“ in Kabul (Afghanistan) eingesetzt. Zurück in Deutschland war Wilhelm als Stellvertretender Kommandeur und Chef des Stabes im Logistikregiment 47 in Dornstadt tätig, bevor er von 2014 bis 2015 Lehrgangsteilnehmer am Royal College of Defence Studies (RCDS) in London (Großbritannien) war. Mit Rückkehr aus London wurde er als Abteilungsleiter Planung im Logistikkommando der Bundeswehr von 2015 bis 2017 in Erfurt verwendet. Von 2017 bis 2019 war Wilhelm dann Referatsleiter BMVg FüSK I 4 (Materielle Einsatzbereitschaft und Grundsatz Zulassung Luftfahrzeuge) in Bonn.

### Dienst als General
Seit 2019 war Wilhelm als Nachfolger von Brigadegeneral Thomas Hambach Stellvertretender Kommandeur des Logistikkommandos der Bundeswehr. Auf diesem Dienstposten erhielt Wilhelm auch die Beförderung zum Brigadegeneral. Am 16. März 2023 wurde er zum Kommandeur Unterstützungsverbände im Luftwaffentruppenkommando ernannt und übergab dieses Amt im April 2024 an Oberst Uwe Angermeyer. Seitdem ist er Unterabteilungsleiter II der Abteilung Einsatzbereitschaft und Unterstützung Streitkräfte im BMVg, zuständig für „Unterstützungsaufgaben, Logistik“. Die Referate der Unterabteilung sind unter anderem verantwortlich für das logistische System der Bundeswehr, Ausrüstung im Einsatz, strategischen Materialtransport und die koordinierende Führung des Luftfahrtamtes der Bundeswehr.

### Auslandseinsätze
- 2013: German Armed Forces Technical Advisory Group, Afghanistan

### Auszeichnungen
- Ehrenkreuz der Bundeswehr in Gold
- Einsatzmedaille der Bundeswehr in Bronze, ISAF

## Privates
Wilhelm ist verheiratet und Vater von zwei Kindern.